# Důl Dukla (Dolní Suchá)
Důl Dukla je již uzavřený černouhelný důl, který byl založen v roce 1907. Nacházel se v katastru Dolní Suché, místní části statutárního města Havířova v okrese Karviná.

## Historie dolu

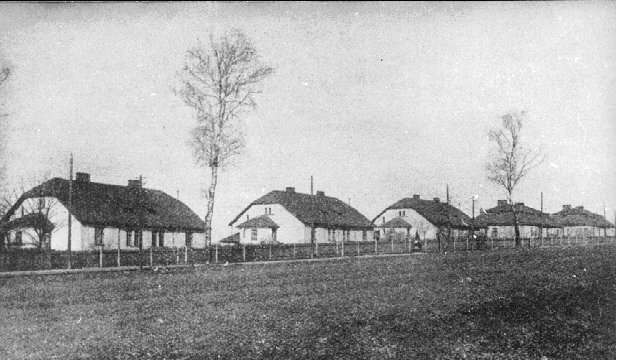
Kolonie úřednických domků dolu Dolní Suchá, asi 1920

Důl byl založen bratry Guttmanny a původní název nesl po Františku Josefu I. – Kaiser Franz Joseph Schacht. Na podzim 1907 začalo hloubení větérky, ale horníci měli problémy s písky, plyny a přítoky vod. Úrovně 4. patra těžní jámy 1 dosáhli v roce 1913. V témže roce se podařilo obě díla propojit. Výstavba povrchu dolu byla v roce 1915 ukončena. Pokračovalo budování kolonií U jámy Suchá, U nádraží a Nová sušská osada pro ubytování 4000 lidí. Se vznikem Československa v roce 1918 přejmenovali šachtu na Důl Suchá. Dolu se později dařilo. Uhelný boom netrval dlouho. Nástup světové hospodářské krize tvrdě dopadl na celé uhelné hornictví v Československu. Důl poté patřil Živnobance. V roce 1943 a 1944 překročila vždy těžba milion tun. Po osvobození se důl Suchá stal součástí OKD. V říjnu 1949 šachtu přejmenovali na Důl Dukla. V druhé polovině 50. let prošla šachta mnoha modernizacemi. Velký význam měla šachta pro obyvatele nově vzniklého města – Havířova. Velká tragédie se stala na dole 7. července 1961, kdy zahynulo 108 horníků. V roce 1971 dosáhli havíři nejvyšší těžby v historii šachty – 2041 tisíc tun. V roce 1983 byla nad jámou 3 postavena skipová věž.
1. července 1995 byl důl Dukla připojen spolu s dolem František k dolu Lazy. Ačkoliv ještě v roce 2001 vytěžil důl přes 1 milión tun uhlí, postupně těžba klesala. V roce 2006 byla Dukla připojena k Dolu Paskov, následně bylo rozhodnuto, že Dukla bude utlumena. Poslední vozík uhlí vyvezli havíři na povrch 10. ledna 2007. 19. června 2008 byla odstřelena skipová těžní věž, což bylo poprvé v historii České republiky, kdy byla podobná těžní věž odstřelena. Útlumem dolu Dukla zároveň ukončil činnost jediný důl na území města Havířov.

## Tragédie na Dole Dukla

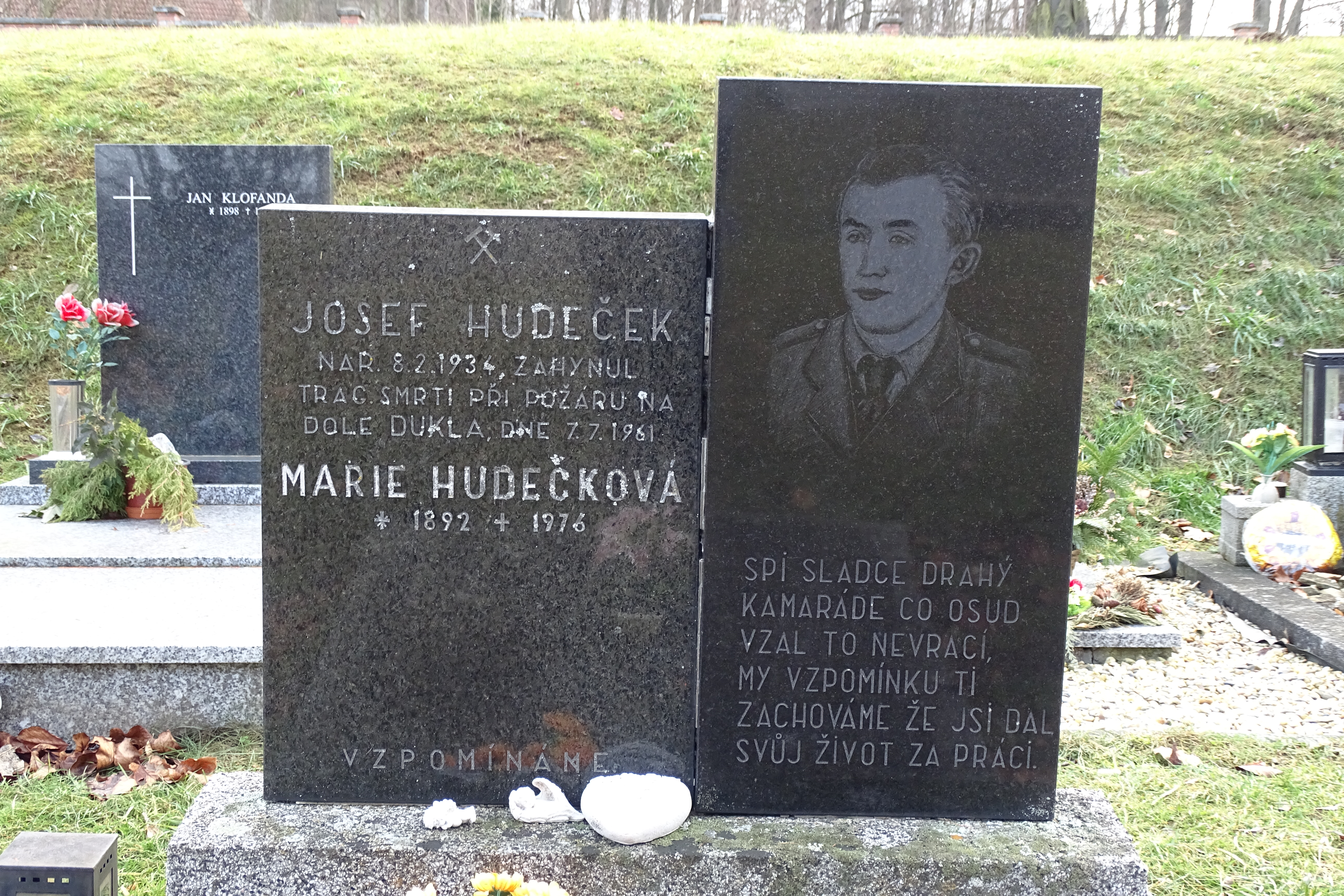
Josef Hudeček, jedna z obětí požáru v roce 1961

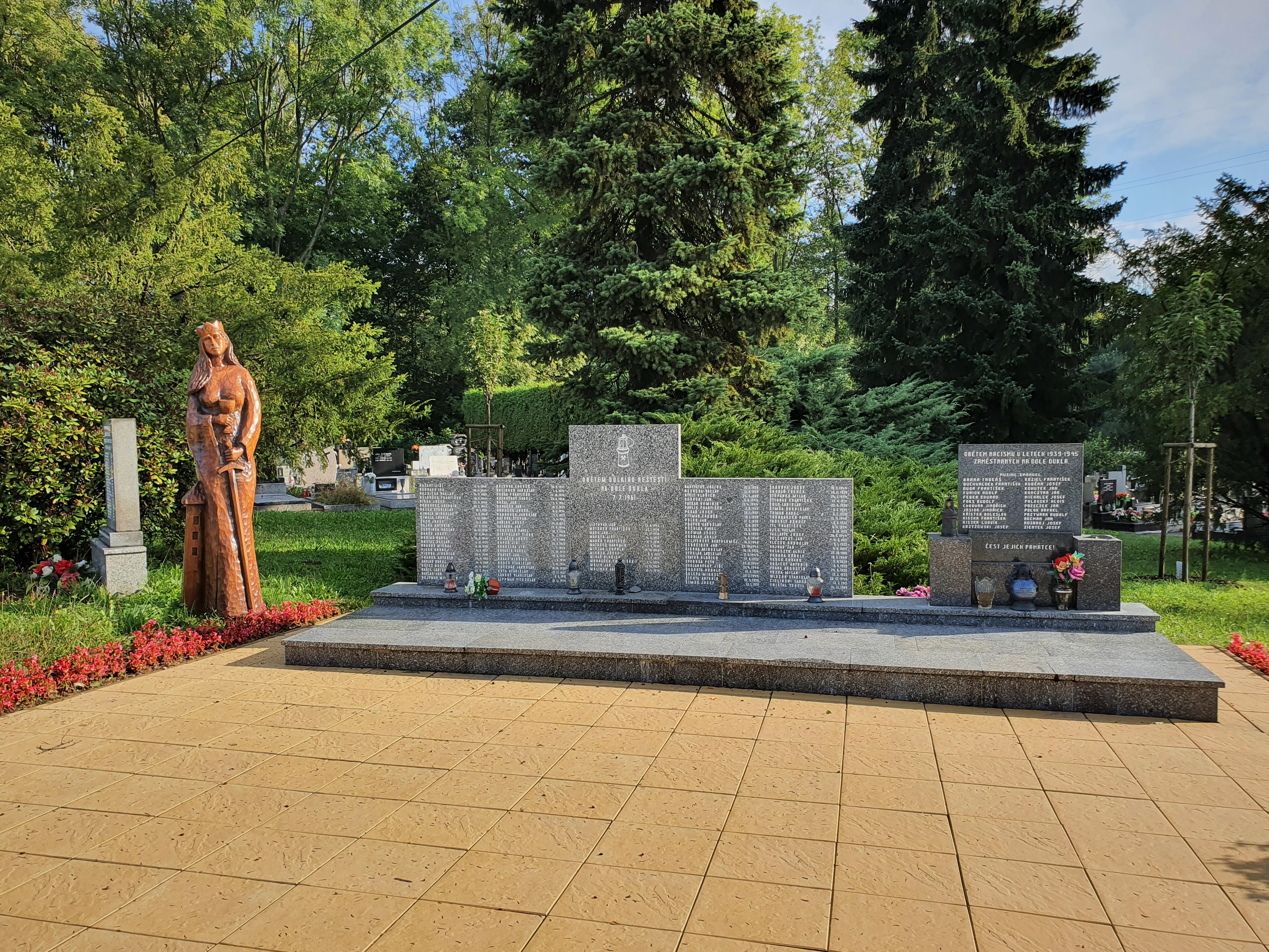
Pomník obětem důlního neštěstí na Centrálním hřbitově v Havířově

7. července 1961 se na Dole Dukla v Dolní Suché nedaleko Havířova odehrála důlní tragédie, při které zemřelo 108 horníků. Nejmladšímu z nich ještě nebylo sedmnáct let, nejstaršímu bylo padesát šest let. Horník, který procházel v jedné z chodeb kolem pásového dopravníku, náhodou zachytil ramenem o spouštěcí páčku zařízení a uvedl do pohybu gumový pás. Stalo se to v úrovni 3. patra v 11. sloji v místech, kde se onoho dne netěžilo. Sám si ničeho nevšiml. Zařízení tak začalo bez jakékoli kontroly pracovat naprázdno. Gumový pás se třením vznítil a oheň se začal šířit. Ranní směna mezitím vyfárala a do dolu nastoupili horníci z odpolední směny. Běžícího dopravníku si nikdo nevšiml. V té chvíli bylo pod zemí 338 horníků. Až kolem sedmnácté hodiny se vzniklá situace začala řešit. Dispečink předtím nereagoval na první hlášení o zápachu. V podzemí vypukl požár nebývalých rozměrů. Jedinou možností bylo zabránit přístupu kyslíku zazděním chodeb (okolo půlnoci z pátku na sobotu). Šance, že by někdo v chodbách přežil, byla už v tomto okamžiku nulová. Požár v 8. sloji uzavřel 108 havířů. Ti se udusili oxidem uhelnatým a dalšími zplodinami. Podle vyšetřování si však blízkost své smrti neuvědomovali, někteří dokonce dali své nářadí do beden. V průběhu 24 hodin zasahovalo na místě přes 750 záchranářů a kromě nich ještě milice, hasiči a civilní obrana. Celkem se na záchranných pracích podílelo asi 1000 lidí. Lidé, kteří byli za tragédii zodpovědní, byli odsouzeni. Důsledkem tragédie bylo mj. zavádění nehořlavých pásů do dolů.

### Reakce v médiích
Deník Rudé právo otiskl dne 9. července 1961 společné prohlášení Ústředního výboru KSČ, Vlády ČSSR a ÚRO prohlášení k československému lidu, zprávu o důlním neštěstí a soustrastný telegram N. S. Chruščova prvnímu tajemníkovi ÚV KSČ Antonínu Novotnému a předsedovi Vlády ČSSR Viliamu Širokému. Titulní stránce ovšem vévodil článek „Den stavbařů nástupem k novým úspěchům“. V dalších dnech se Rudé právo pouze okrajově věnovalo zveřejňování soustrastných telegramů.

### Připomínky tragédie
V areálu Dolu Dukla v Havířově byla instalována pamětní deska důlního neštěstí a obětem nacismu, pracovníkům Dolu Dukla. U příležitosti 50. výročí byly uspořádány vzpomínkové akce. Klub důchodců Dolu Dukla společně s Klubem přátel Hornického muzea Ostrava uspořádal pietní akt v havířovském kulturním domě Radost. U příležitosti výročí byla o tragédii v omezeném nákladu vydána kniha. Padesátá epizoda z cyklu Osudové okamžiky měla v roce 2002 premiéru v České televizi. V roce 2018 byl uveden dvoudílný televizní hraný film o důlním neštěstí Dukla 61.

## Statistické údaje

### Ředitelé dolu
| Jméno                      | ve funkci |
| -------------------------- | --------- |
| Ing. Vilém Bednář          | ?–1950    |
| Karel Kudrna               | 1950–1955 |
| Ladislav Klimša            | 1955–1968 |
| Ing. Alfons Petráš         | 1968–1969 |
| Ing. Jan Šářec, CSc.       | 1969–1972 |
| Ing. Arnošt Roček          | 1972–1977 |
| Ing. Jaroslav Gongol, CSc. | 1977–1990 |
| Ing. Karel Lukeš           | 1991–1995 |
| Ing. Jiří Šářec*           | 1995–1997 |
| Ing. Lubomír Schellong*    | 1997–2003 |
| Ing. Miroslav Mynář*       | 2003–2007 |

Ředitelé od roku 1995 (označení *) jsou v pozici ředitelů dolu Lazy, s kterým se důl Dukla spojil.
Údaje byly převzaty z knihy Karvinsko a jeho šachty.

### Těžba
Statistiky uvádí:
- do roku 1945 hrubou těžbu
- 1946–1955 odbytová těžba
- 1956–1981 čistá těžba
- od roku 1981 revírní odbytová těžba

| Rok  | Těžba v tunách |  | Rok  | Těžba v tunách |  | Rok  | Těžba v tunách |
| ---- | -------------- |  | ---- | -------------- |  | ---- | -------------- |
| 1911 | 20 000         |  | 1943 | 1 114 100      |  | 1971 | 2 041 000      |
| 1920 | 268 800        |  | 1950 | 859 700        |  | 1980 | 1 868 765      |
| 1930 | 368 900        |  | 1960 | 1 321 429      |  | 1990 | 1 769 250      |
| 1940 | 664 900        |  | 1970 | 1 942 000      |  | 2000 | 1 144 600      |

Údaje byly převzaty z knihy Karvinsko a jeho šachty.

### Počet pracovníků
| Rok  | Důlní pracovníci | Povrchoví pracovníci | Technicko-hospodářští pracovníci | Celkem |
| ---- | ---------------- | -------------------- | -------------------------------- | ------ |
| 1910 | 186              | 145                  | 12                               | 343    |
| 1920 | 1064             | 310                  | 59                               | 1433   |
| 1937 | 921              | 271                  | 74                               | 1266   |
| 1945 | 1058             | 653                  | 90                               | 1801   |
| 1950 | 1616             | 453                  | 113                              | 2182   |
| 1970 | 2003             | 760                  | 398                              | 3161   |
| 1990 | 2356             | 976                  | 452                              | 3784   |
| 2000 | 1493             | 422                  | 160                              | 2075   |

Údaje byly převzaty z knihy Karvinsko a jeho šachty.